# Видениус, Микаэль
Микаэль Видениус (швед. Ulf Michael Widenius; известен также под псевдонимом Монти, Monty) — финский программист и предприниматель, основной автор оригинальной версии открытой системы управления базами данных MySQL и основатель компании MySQL AB.
Учился в Хельсинкском техническом университете, не окончив его, в 1981 году начал работать в компании Тапио Лааксо. В 1985 году совместно с Аланом Ларссом основал компанию TCX DataKonsult. В 1994 году вместе с Давидом Аксмарком приступил к созданию первой версии MySQL; в следующем году совместно с Ларрсом и Аксмарком основал компанию MySQL AB, нацеленную на коммерциализацию продукта.
Был техническим директором MySQL AB вплоть до её продажи компании Sun Microsystems в январе 2008 года; в результате поглощения заработал около 16,6 миллиона евро, 5 февраля 2009 года окончательно покинул Sun Microsystems с целью создать собственную компанию. Вскоре основал компанию Monty Program, в рамках которой ответвил MySQL, выпустив на её основе СУБД MariaDB.
12 декабря 2009 года обратился к сообществу с просьбой написать в Еврокомиссию письма за предотвращение поглощения Sun Microsystems корпорацией Oracle в связи с возможной монополизацией рынка СУБД, так как в результате сделки Oracle получала права на MySQL и активы MySQL AB. (Тем не менее, в январе 2010 года Еврокомиссия разрешила сделку по поглощению.)
В 2012 году стал сооснователем фонда MariaDB Foundation, нацеленного на развитие и продвижение MariaDB. В 2013 году компания SkySQL, созданная другими бывшими руководителями MySQL AB уже после вхождения Sun в Oracle, приобрела Monty Program, и вскоре объединённая компания переименовалась в MariaDB Corporation; Видениус в ней занял пост технического директора.
По состоянию на 2018 год живёт в Туусуле со второй женой Анной и дочерью Марией (ей предположительно посвящено наименование MariaDB); также от первого брака есть дочь Мю (по одной из версий её имя вошло в название MySQL) и сын Макс.